# Trophis caucana
Trophis caucana är en mullbärsväxtart som först beskrevs av Henri François Pittier, och fick sitt nu gällande namn av C. C. Berg. Trophis caucana ingår i släktet Trophis och familjen mullbärsväxter. Inga underarter finns listade i Catalogue of Life.